# 始畢可汗
始畢可汗（Sibir qaγan、しひつかがん、拼音：Shǐbì kĕhàn、? - 619年）は、東突厥の可汗。啓民可汗の子。始畢可汗（シビル・カガン）というのは称号で、姓は阿史那氏、名は咄吉世（ドゥルジシー。『旧唐書』・『新唐書』では咄吉）という。

## 生涯
大業5年（609年）、啓民可汗が病死し、国人たちは子の咄吉世を立てて、始畢可汗とした。始畢可汗は隋に上表して父の妻だった義成公主を娶ることを請願し、許可され、レビラト婚の風習に従い、義成公主を娶る。
大業11年（615年）1月、始畢可汗は東都に遣使を送って朝貢した。8月、始畢可汗は数十万の騎馬軍団を率いて隋に入寇し、煬帝を雁門にて包囲した。煬帝は詔によって諸郡の兵を出動させ、方々から援軍が至り、突厥軍を撤退させた。これにより隋との朝貢は遂絶した。
大業12年（616年）、始畢可汗は馬邑を寇略した。これに対し、唐国公李淵は馬邑郡太守の王仁恭とともに突厥軍を攻撃して敗走させる。
隋末の動乱において、竇建徳・王世充・薛挙・李軌・劉武周・梁師都・高開道などの反抗者は皆東突厥に称臣し、始畢可汗によって称号を受けた。
大業13年（617年）5月、李淵は劉文静を始畢可汗に遣わして、呼応して挙兵するよう命じた。始畢可汗は骨咄禄特勤（クトゥルグ・テギン）の康鞘利らを遣わして、馬千匹を献上し、絳郡で会し、また2千騎の援軍を派遣した。
武徳元年（618年）、唐が建国すると、始畢可汗は骨咄禄特勤（クトゥルグ・テギン）に来朝させた。高祖は太極殿で宴を催した。
武徳2年（619年）2月、始畢可汗の兵は渡河して夏州に至り、梁師都と会し、侵入略奪を謀り、馬邑の劉武周の兵500余騎を授かって、それを遣わして句注に入り、太原に侵攻しようとした。この月、始畢可汗が死去し、その子の什鉢苾はまだ幼かったので、泥歩設とし、幽州の北の東偏に住まわせ、弟の俟利弗設を立てて、これを処羅可汗とした。

## 妻子
- 可賀敦（カガトゥン：皇后）
  - 義成公主
- 子
  - 什鉢苾（突利可汗）
  - 結社率

## 参考資料
- 『隋書』（帝紀第四、列伝第四十九 北狄）
- 『旧唐書』（列伝第百四十四上）
- 『新唐書』（列伝百四十上 突厥上）
- 佐口透・山田信夫・護雅夫訳注『騎馬民族誌２正史北狄伝』（1972年、平凡社）